# Condado de James City
El condado de James City (en inglés: James City County), fundado en 1634, es uno de 95 condados del estado estadounidense de Virginia. En el año 2008, el condado tenía una población de 62,394 habitantes y una densidad poblacional de 1646 personas por km². La sede del condado es Williamsburg.

## Geografía
Según la Oficina del Censo, el condado tiene un área total de 465 km² (179,5 mi²), de la cual 370 km² (142,9 mi²) es tierra y 95 km² (36,7 mi²) (20.47%) es agua.

### Condados adyacentes
- Condado de New Kent (noroeste)
- Condado de King and Queen (noreste)
- Condado de Gloucester (noreste)
- Condado de York (este)
- Williamsburg (este)
- Newport News (sureste)
- Condado de Surry (sur)
- Condado de Charles City (oeste)

## Demografía
Según la Oficina del Censo en 2000, los ingresos medios por hogar en el condado eran de $55,594, y los ingresos medios por familia eran $66,171. Los hombres tenían unos ingresos medios de $43,339 frente a los $27,016 para las mujeres. La renta per cápita para el condado era de $29,256. Alrededor del 6.40% de la población estaban por debajo del umbral de pobreza.

## Localidades
- Centerville
- Croaker
- Diascund
- Five Forks
- Grove
- Indigo Park
- Jamestown
- Kingspoint
- Lightfoot
- Norge
- Toano
- Lanexa